# Halt and Catch Fire (tv-serie)
Halt and Catch Fire er en amerikansk Tv-serie skabt af Christopher Cantwell og Christopher C. Rogers som havde premiere på AMC den 1. juni 2014.  Serien er et periodedrama som finder sted i Texas i 1983, den afbilder en fiktiv it-arbejders syn på hjemmekomputer-revolutionen. Seriens navn kommer af computerkoden Halt and Catch Fire som får en computers centrale processor til at lukke ned.

## Modtagelse
Kritikere har givet serien generelt positive anmeldelser. Serien har en vurdering på 69 ud af 100 på anmeldelsessitet Metacritic, og 78 % positive anmeldelser på siden Rotten Tomatoes. Matthew Gilbert fra The Boston Globe så serien som lovende efter at have set premieren og skrev; "Det er nemt at se hvorfor tv-stationen valgte serien. Serien finder sted i Dallas i 1983, den har et karakteristisk udseende—noget som AMC vil gøre til en del af deres identitet, blandt andet med programmer som Breaking Bad og Mad Men".

## Medvirkende
- Lee Pace – Joe MacMillan
- Scoot McNairy – Gordon Clark
- Mackenzie Davis – Cameron Howe
- Kerry Bishé – Donna Clark
- Toby Huss – John Bosworth
- Aleksa Palladino – Sara Wheeler

## Fodnoter og kilder

### Fodnoter
1. ↑  Parafraseret fra den engelske anmeldelse: "...it's easy to see why the network chose it. Set in Dallas in 1983, it has a distinctive visual style—something AMC, with the cinematic Breaking Bad and the elegant Mad Men, wants to make part of its brand identity."